# Newtons avsvalningslag

Temperaturförlopp vid avsvalning enligt Newton

Newtons avsvalningslag säger att en kropp med temperaturen {\displaystyle T_{0}}, som placeras i en omgivning som håller temperaturen {\displaystyle T_{R}}, kommer att svalna på så vis att temperaturen minskar med en hastighet som är proportionell mot temperaturdifferensen {\displaystyle T-T_{R}}, d.v.s.
{\displaystyle {\frac {\mathrm {d} T}{\mathrm {d} t}}=-k(T-T_{R}),}
där {\displaystyle k} är en positiv konstant. Lösningen till denna differentialekvation är kroppens temperatur som funktion av tid {\displaystyle T(t)} och kan beskrivas med formeln
{\displaystyle T(t)=T_{R}+(T_{0}-T_{R})e^{-kt},}
där {\displaystyle T_{0}=T(0)} är kroppens starttemperatur och {\displaystyle T_{R}} är omgivningens temperatur. 

Givet två temperaturmätningar vid tidpunkterna {\displaystyle t_{1}} och {\displaystyle t_{2}} kan konstanten {\displaystyle k} uppskattas med 
{\displaystyle k=-{\frac {1}{(t_{1}-t_{2})}}\ln {\left({\frac {T(t_{1})-T_{R}}{T(t_{2})-T_{R}}}\right)}.}